# Sabella lamyi
Sabella lamyi är en ringmaskart som beskrevs av Gravier 1906. Sabella lamyi ingår i släktet Sabella och familjen Sabellidae. Inga underarter finns listade i Catalogue of Life.